# Armlenet
Armlenet är en bergstopp i Antarktis. Den ligger i Östantarktis. Norge gör anspråk på området. Toppen på Armlenet är 1 475 meter över havet.
Terrängen runt Armlenet är varierad. Trakten är glest befolkad. Närmaste befolkade plats är Troll research station, 11,6 kilometer väster om Armlenet. 